# Liz Cambage
Elizabeth "Liz" Cambage (Londres, Inglaterra, 18 de agosto de 1991) es una jugadora de baloncesto australiana que juega de pívot para SiChuan Yuanda de la WCBA de China. Era internacional con la selección femenina de baloncesto de Australia, pero fue expulsada por actos racistas.
Con la selección australiana ganó la medalla de bronce en los Juegos Olímpicos de Londres 2012.
En 2019 reconoció haber sufrido problemas psicológicos que afectaban a su rendimiento, y solicitó públicamente que el "Programa Integral de Salud Mental" de la NBA también se aplicara a jugadoras de la WNBA. Debido a esos problemas psicológicos se ausentó de los Juegos Olímpicos de Pekín.
En un partido amistoso contra la selección de Nigeria agredió a una jugadora nigeriana y llamó a las jugadoras africanas «monas» y «que volvieran a su país tercermundista». La Federación australiana inició una investigación, pero ella decidió renunciar y abandonar la concentración.

## Clubes
| Club                          | País           | Año           |
| ----------------------------- | -------------- | ------------- |
| Dandenong Rangers             | Australia      | 2007          |
| Australian Institute of Sport | Australia      | 2007-2008     |
| Melbourne Boomers             | Australia      | 2009-2012     |
| Tulsa Shock                   | Estados Unidos | 2011          |
| Zhejiang Chouzhou             | China          | 2012-2013     |
| Tulsa Shock                   | Estados Unidos | 2013          |
| Beijing Great Wall            | China          | 2013-2014     |
| Shanghai Boashan Dahua        | China          | 2015-2016     |
| Melbourne Boomers             | Australia      | 2017-2018     |
| Dallas Wings                  | Estados Unidos | 2018          |
| Shanxi Xing Rui Flame         | China          | 2018-2019     |
| Las Vegas Aces                | Estados Unidos | 2019-2021     |
| Southside Flyers              | Australia      | 2020          |
| Los Angeles Sparks            | Estados Unidos | 2022          |
| Maccabi Bnot Ashdod           | Israel         | 2023          |
| SiChuan Yuanda                | China          | 2024-presente |

## Estadísticas
|  | Líder de la liga |

### WNBA
| Año   | Equipo    | PJ  | PT  | MPP  | %TC  | %3P  | %TL  | RPP | APP | ROB | TPP | PPP  |
| ----- | --------- | --- | --- | ---- | ---- | ---- | ---- | --- | --- | --- | --- | ---- |
| 2011  | Tulsa     | 33  | 11  | 20.0 | .511 | .000 | .794 | 4.7 | .5  | .8  | .9  | 11.5 |
| 2013  | Tulsa     | 20  | 16  | 25.0 | .561 | .000 | .776 | 8.3 | 1.1 | .5  | 2.4 | 16.3 |
| 2018  | Dallas    | 32  | 32  | 29.5 | .589 | .324 | .738 | 9.7 | 2.3 | .5  | 1.7 | 23.0 |
| 2019  | Las Vegas | 32  | 30  | 25.2 | .504 | .167 | .748 | 8.2 | 2.1 | .6  | 1.6 | 15.9 |
| 2021  | Las Vegas | 25  | 24  | 23.8 | .543 | .357 | .710 | 8.2 | 1.3 | .9  | 1.6 | 14.2 |
| Total | Total     | 141 | 112 | 24.7 | .547 | .284 | .754 | 7.8 | 1.5 | .6  | 1.6 | 16.3 |